# Llabusta
Llabusta, o Labusta, és un indret del terme municipal de Tremp, a la comarca del Pallars Jussà, dins de l'antic terme de Vilamitjana, que entra lleugerament en el de Suterranya.
Està situat al nord del poble de Suterranya, gairebé al límit del terme municipal, al capdamunt del barranc de l'Abeller i al sud del Roc de Neret. A ponent seu hi ha els Cingles de Labusta.
En aquest territori foren trobades les restes del Despoblat de Labusta.